# Evansův gambit
Evansův gambit je gambitové šachové otevřené zahájení, charakterizované tahy:
1. e4 e5
2. Jf3 Jc6
3. Sc4 Sc5
4. b4

Poprvé bylo hráno námořním kapitánem Williamem Daviesem Evansem (1790–1872) roku 1826, v 19. století bylo hráno vcelku často, stejně jako italská hra, ve století dvacátém zažilo toto zahájení hráčský útlum, do vrcholového šachu ho znovu přinesl až Garri Kasparov. ECO přiřazuje Evansovu gambitu kódové označení C52 (hlavní varianta Sxb4 5.c3 Sa5) a C51 (ostatní varianty).

Varianty
1.e4 e5 2.Jf3 Jc6 3.Sc4 Sc5 4.b4 Sxb4 5.c3 Sa5 6.d4 d6 7.Db3 Dd7 8.dxe5 Sb6 9.Sb5 a6
10.Sa4 Sc5! 11.exd6 b5 12.Dd5 Sxd6 13.Sc2 Jf6 14.Dd3 0-0 Černý pravděpodobně zvládl všechny problémy.